# We Are Wolves
We Are Wolves es una banda canadiense de indie rock, con sede en Montreal, formada por el vocalista y bajista Alexander Ortiz, el teclista y corista Vincent Levesque y el baterista y vocalista Pierre-Luc Bégin. La banda lanzó su álbum debut, Non-Stop Je Te Plie en Deux con Fat Possum Records, en 2005. Han realizado numerosas giras por Canadá, Estados Unidos y Europa para promocionar el álbum y han sido incluidos en la lista de reproducción de CBC Radio 3. También actuaron en vivo en el primer episodio de la serie de conciertos en vivo de esa cadena, CBC Radio 3 Sessions. Su segundo álbum, Total Magique, fue lanzado el 4 de septiembre de 2007 con un nuevo sello, Dare to Care Records.

## Historia
Hacia el año 2000, Alexander Ortiz y Vincent Levesque, ambos del mundo de las artes visuales, junto con Antonin Marquis, formaron una banda con sintetizadores, bajo, voz y batería. En sus propias palabras, a la banda le gusta calificar su sonido como "un paisaje post-punk con árboles analógicos. Como el rock después de la explosión posmoderna". La banda permaneció sin nombre hasta 2002; Cuando Alexander apareció en el espacio de improvisación vistiendo una camiseta hecha en casa con una calavera que escupía un sintetizador y mostraba la inscripción "We Are Wolves", decidieron llamar a la banda We Are Wolves.
En 2005, lanzaron el álbum "Non-Stop Je Te Plie en Deux" en el sello estadounidense Fat Possum. We Are Wolves promocionó el álbum con presentaciones en festivales internacionales como Le Rock dans tous ses états, Les Eurokéennes, Dour Festival, SXSW, CMJ, Virgin Festival y Osheaga. Hicieron su primera gira por América del Norte en la primavera de 2005. Abrieron para …And You Will Know Us by the Trail of Dead y The (International) Noise Conspiracy. En septiembre de 2005, actuaron en North East Sticks Together. En 2006 se realizó una segunda gira, en la que apoyaron a Gossip además de algunos conciertos en solitario en Canadá y Estados Unidos. En el verano de 2006, completaron una gira de cinco semanas por Europa con el acto de Montreal Duchess Says.
En mayo de 2007, lanzaron el sencillo "Fight and Kiss". Este EP también incluye "Coconut 155" y marca el segundo capítulo de su carrera. We Are Wolves presentó su segundo álbum de larga duración "Total Magique" el 4 de septiembre de 20
07 en Canadá y el 2 de octubre de 2007 en Estados Unidos. Fueron bien recibidos por los medios y fueron cubiertos en Pitchfork Media y Spin. Después de conciertos con entradas agotadas en Quebec, recibir el Premio M-Galaxie en M for Montreal y participar en cuatro shows para CMJ, la banda realizó una gira por Canadá, Estados Unidos y Europa en 2007-2008.
En septiembre de 2008, We Are Wolves ganó un premio Gémeaux al mejor tema musical de televisión por el tema de Bazzo.tv.
La canción "Psychic Kids" aparece en el videojuego Midnight Club: Los Angeles, y la canción "Fight and Kiss" aparece en el videojuego Need for Speed: ProStreet.
We Are Wolves lanzó su tercer álbum de larga duración, Invisible Violence, el 6 de octubre de 2009. La canción "Holding Hands" aparece en el videojuego Gran Turismo 5.
Su cuarto álbum, "La Mort Pop Club", fue lanzado el 26 de febrero de 2013.

## Estilo musical
Su estilo se caracteriza por sonidos de batería primarios, riffs de guitarra repetitivos y motivos de bajo, instrumentación electrónica y voces masculinas que representan fraseos rítmicos, en lugar de melódicos. Debido a estos elementos, su sonido ha sido descrito como "primitivo" y esta identidad está representada por el apodo de la banda. Una de sus primeras exposiciones se llevó a cabo en el pabellón de arte de la Universidad de Concordia. Desde entonces, han actuado en lugares tradicionales de Montreal, fiestas tipo loft y galerías de arte como Belgo, Saidye Bronfman Centre y Fonderie Darling.

## Discografía

### Álbumes de estudio
- Non-Stop Je Te Plie en Deux – Fat Possum Records – 2005
- Total Magique – Dare to Care – 2007
- Invisible Violence – Dare to Care – 2009
- La Mort Pop Club – Dare to Care – 2013
- Wrong – Fantome Records – 2016